# Théories marxistes des relations internationales
Les théories marxistes des relations internationales sont l'ensemble des théories des relations internationales qui se fondent sur les théories de Karl Marx et les différentes écoles marxistes.

## Théories

### Théorie de l'émancipation internationale
Karl Marx émet lui-même l'idée, dans le Le Capital que la libération du prolétariat ne pourra être complète que si elle est réalisée dans un cadre d'action internationale. Marx s'intéresse à la « dépendance mutuelle entre les nations » et appelle les travailleurs à « percer les mystères de la politique internationale, surveiller les agissements diplomatiques de leurs gouvernements respectifs, les contrecarrer au besoin par tous les moyens en leur pouvoir ; et s’ils ne peuvent les empêcher, s’entendre pour les dénoncer en même temps »,.
Marx étend sa théorie de la guerre des classes aux relations entre les États. Ces derniers ne seraient que des guerres entre classes dominantes afin d'accaparer les richesses en faisant couler le sang du peuple. Il est donc possible pour Marx de parler d’un « état de lutte permanente » des États : « la bourgeoisie vit dans un état de guerre perpétuelle » et « entraîne dans le courant de la civilisation jusqu’aux nations les plus barbares ».

### Théorie de l’impérialisme capitaliste
Karl Marx et ses épigones étudient les relations internationales sous l'angle de l'impérialisme. Marx qualifie l'expansion coloniale de « fait douloureux mais utile, [...] un mal nécessaire pour en arriver au stade du capitalisme ». Vladimir Ilitch Lénine écrit que l'impérialisme est « le stade suprême du capitalisme » dans l'ouvrage homonyme. Les colonisations sont le fruit de la volonté des classes dominantes de trouver des débouchés à leur production industrielle. En effet, la baisse tendancielle du taux de profit l'oblige à trouver de nouveaux marchés et à se fournir en matières premières.
Dans cette optique, les guerres coloniales sont un moment obligé de la lutte entre les grandes puissances, qui se disputent les mêmes colonies. Lénine interprète ainsi la Première Guerre mondiale comme  une guerre « pour le partage du monde et la redistribution des colonies, des zones d’influence du capital financier ». Les guerres coloniales sont aussi celles des classes opprimées pour la révolution socialiste à l'intérieur même des colonies. Lénine soutient ainsi que l'expansion impérialiste est « une plaie du monde [...] un mal à combattre et à extirper pour en finir avec le capitalisme ».

### Théorie de la dépendance
La théorie de la dépendance est une théorie affiliée au marxisme qui reprend la pensée marxiste des relations internationales pour préciser les causes de la soumission des pays sous-développés aux grands pays capitalistes. Selon cette théorie, les pays bourgeois maintiennent sur les dominations sur les pays pauvres grâce à des inégalités dans les termes de l'échange, c'est-à-dire de la valeur des exportations.
Les pays bourgeois exportent des biens manufacturés à forte valeur ajoutée, tandis que les pays pauvres exportent principalement des matières premières. Ainsi, plus l'innovation permet d'augmenter la valeur ajoutée des exportations des pays riches, plus les pays sous développés s'appauvrissent relativement.
Cette théorie repose sur une conception du monde comme divisée entre le centre et la périphérie. Le centre, riche et dominé par les bourgeois, est constitué des pays riches et développés ; les pays périphériques, souvent colonisés, sont ceux qui ne peuvent exporter que des biens de faible valeur. Johan Galtung écrit par conséquent que « le monde est composé de nations du centre et de nations de la périphérie, et chaque nation a de son côté son propre centre et sa propre périphérie ».

### Théorie du système-monde
Dans le prolongement des théories précédentes, Immanuel Wallerstein crée la théorie du système-monde. Le système-monde se définit comme un fragment de l’univers englobant non pas plusieurs États, mais plusieurs entités politiques, économiques et culturelles reliées entre elles par une autosuffisance économique et matérielle fondée sur une division du travail et des échanges privilégiés.
Les grands acteurs des relations internationales sont alors les empires-mondes (un seul système politique règne et répartit les richesses de manière à se maintenir), ou les économies-mondes (des systèmes politiques s’accompagnent d’une multiplicité de centres de puissance en compétition les uns avec les autres). Dans le cas de ces dernières, la répartition des richesses et le mécanisme de transfert des ressources sont assurés par l’intermédiaire du marché, toujours en faveur du centre.
L’économie-monde, capitaliste par essence, est ainsi divisée en trois zones, qui entretiennent des relations d’échanges inégaux et d’exploitation : le centre, avec un haut degré de qualification du facteur travail et de concentration du facteur capital ; la périphérie, lieu d’exploitation des matières premières dont sont issus les surplus qui enrichiront le centre ; et la semi-périphérie, de nature hybride, qui ne dispose pas d’une base industrielle autonome mais permet la reproduction et la diffusion du système grâce à la présence de gouvernements autoritaires. Elle constitue une réserve de main-d’œuvre permettant de contrer la tendance à la hausse des salaires dans le centre synonyme de baisse des taux de profit.

## Réception et critiques
Les théories marxistes des relations internationales demeurent marginales au sein du monde académique. En 2018, une étude menée par Sclofsky et Funk sur vingt-deux cours d'introduction aux relations internationales dispensés dans les dix meilleurs programmes de niveau master ou doctorat de science politique du pays montre que Marx n'est une lecture obligatoire que dans un des vingt-deux cours, et une lecture optionnelle que dans un autre cours,.